# Ný batterí
«Ný batterí» que en Islandés significa "baterías nuevas", es una canción de Sigur Rós, lanzada como su segundo sencillo del álbum Ágætis byrjun en mayo de 2000. La primera canción es una especie de introducción para "Ný batterí", y las dos últimas canciones aparecen en la banda sonora de la película islandesa Angels of the Universe.
"Bíum bíum bambaló" es una canción de cuna tradicional islandesa y fue tocada por Sigur Rós para la película de Hilmarsson. Aunque también "Dánarfregnir og jarðarfarir" fue tocada en estaciones de radio, de Islandia. Ambas canciones fueron en principio grabadas en versiones de rock.
Los platillos usados en "Ný batterí" fueron encontrados en la calle en un barrio de Reikiavik. El instrumento estaba dañado debido a que posiblemente un auto pasó sobre él. A pesar de eso, a la banda le gustó la forma en que sonaba y fue una de las inspiraciones para escribir la canción.

## Lista de canciones
1. «Rafmagnið búið» – 4:52
2. «Ný batterí» – 7:50
3. «Bíum bíum bambaló» – 6:52
4. «Dánarfregnir og jarðarfarir» – 4:29